# Serie A 1992-1993
La Serie A 1992-1993 è stata la 91ª edizione della massima serie del campionato italiano di calcio (la 61ª a girone unico), disputata tra il 6 settembre 1992 e il 6 giugno 1993 e conclusa con la vittoria del Milan, al suo tredicesimo titolo, il secondo consecutivo.
Capocannoniere del torneo è stato Giuseppe Signori (Lazio) con 26 reti.

## Stagione
A livello di organici, si registrò il debutto assoluto dell'Ancona. Dal punto di vista regolamentare, a posteriori ben più rilevante fu l'introduzione delle nuove regole riservate ai portieri, ai quali da questo momento venne fatto divieto di toccare con le mani il pallone ricevuto su retropassaggio da un compagno di squadra – a meno che non venisse effettuato di testa.

### Calciomercato

Da sinistra: la nuova coppia d'attacco della, con il neocapitano Roberto Baggio affiancato all'ex sampdoriano Gianluca Vialli.

A vivacizzare il calciomercato nell'estate del 1992 fu l'aumento del numero di stranieri tesserabili, fermo restando il limite massimo di tre nella lista da consegnare all'arbitro il giorno della partita; ne vennero ingaggiati 73.
Il Milan, desideroso di un salto di qualità a livello internazionale, impiegò considerevoli risorse per la costruzione di una rosa ampia acquistando giocatori di primo piano, quali Savićević, il Pallone d'oro 1991 Papin e Lentini del Torino – trattativa quest'ultima conclusasi, tra le proteste dei tifosi granata, per 18,5 miliardi di lire (una somma su cui venne inoltre istruito un processo, che non poté concludersi per intervenuta prescrizione, circa il presunto pagamento di altri 10 miliardi fuori bilancio) –, da alternare nel confermato undici titolare. La Juventus rispose mettendo sotto contratto in primis Vialli, strappato alla Sampdoria per 40 miliardi – all'epoca la cifra più alta mai spesa al mondo per un calciatore –, oltreché Platt, Möller, Dino Baggio e Ravanelli.
Particolarmente movimentata fu l'estate del Napoli. Sebbene alle prese con una situazione economica già traballante, la società partenopea non badò a spese per tornare definitivamente ai vertici dopo il quarto posto della stagione precedente: prese dal Cagliari Fonseca, dal Benfica il mediano svedese Thern, dal Torino Bresciani e Policano, la bandiera doriana Pari e Angelo Carbone dal Bari. L'ambiente azzurro, tuttavia, sperò fino alla fine nel clamoroso ritorno di Maradona: l'argentino rimaneva infatti ancora contrattualmente legato al Napoli, e la squalifica per doping terminava il 1º luglio di quell'anno. Nonostante le serrate trattative che coinvolsero, oltre all'entourage del campione e al club di Ferlaino, la Federcalcio, l'AFA e la FIFA (quest'ultima interessata soprattutto al Pibe de Oro quale uomo-immagine dell'imminente mondiale statunitense), la vicenda si risolse in un nulla di fatto: Maradona non fece ritorno a Napoli e approdò al Siviglia.

Il fantasista Gheorghe Hagi, elemento di spicco del blocco rumeno costruito dal neopromosso.

Diverse società investirono invece sui giocatori del cosiddetto Foggia dei miracoli che tanto aveva impressionato nella stagione precedente: Rambaudi e Codispoti passarono all'Atalanta, Matrecano al Parma, Baiano alla Fiorentina (che, non nascondendo grandi ambizioni, prelevò tra gli altri anche il tedesco Effenberg e il danese Brian Laudrup), Signori alla Lazio e Shalimov all'Inter (che aggiunse alla rosa anche Schillaci, De Agostini, Sammer, Pančev, Rubén Sosa e Manicone) del nuovo allenatore Bagnoli; la squadra pugliese rimediò con innesti provenienti dalle categorie inferiori e rappresentava perciò, anche per via dell'età media estremamente bassa per l'epoca (23 anni), una delle maggiori incognite del torneo.
Nella capitale, la Roma prelevò Mihajlović dalla Stella Rossa e Caniggia dall'Atalanta, mentre la Lazio del nuovo presidente Sergio Cragnotti ingaggiò l'inglese Gascoigne, prelevò dall'Ajax Winter e puntò sui giovani Luzardi, Bonomi, Favalli e Marcolin (questi ultimi tre presi in blocco dalla Cremonese neoretrocessa). Il Parma, sempre più in crescita, scelse di rinforzarsi in attacco con il colombiano Asprilla e a centrocampo con l'esperto Pin, proveniente dalla Lazio. Infine il neopromosso Brescia, confermato il tecnico Lucescu, costruì un blocco rumeno formato da Răducioiu, Sabău, Mateuț e soprattutto Hagi, fantasista strappato al Real Madrid.

### Avvenimenti

#### Girone di andata

L' di Marcello Lippi, tra le sorprese della stagione con l'ottavo posto finale.

Già dopo le prime giornate s'intuì che il campionato si sarebbe chiuso con la vittoria del favorito Milan, già in fuga dopo la seconda giornata.
Destò inizialmente curiosità il neopromosso Pescara di Giovanni Galeone, che però rientrò presto nei ranghi, mentre il campionato abbandonava gradualmente il classico catenaccio per votarsi a un gioco più offensivo e spettacolare nonché a una non sempre impeccabile difesa a zona; le 48 reti segnate il 4 ottobre infransero un vecchio record (42) che perdurava dal 1930. Fu il Torino del pragmatico Emiliano Mondonico a tentare un inseguimento, bloccando per primo i rossoneri sul pareggio il 1º novembre 1992, ma andando poi a perdere il derby due settimane dopo.
Alla tredicesima giornata il Milan vantava già 8 punti di vantaggio sui granata, sull'Inter e sulla Fiorentina, che malgrado la buona posizione di classifica esonerò il 3 gennaio 1993 il tecnico Luigi Radice a causa di incomprensioni con la dirigenza; il trainer brianzolo venne sostituito da Agroppi.

Nonostante un avvio promettente, una deludente ricadde dopo cinquantaquattro anni in Serie B.

Alla fine del girone di andata i rossoneri, malgrado la defezione forzata del loro numero nove Van Basten per problemi fisici, mantennero il +8 sui concittadini nerazzurri mentre la terza classificata, la sorprendente Atalanta di Marcello Lippi, era staccata di 11 lunghezze. Deludenti i risultati per Napoli e Roma. Gli azzurri precipitarono fino al terzultimo posto e ne pagò le conseguenze il tecnico Ranieri, al posto del quale venne richiamato l'allenatore dei successi maradoniani Bianchi. Stessa onta toccò ai giallorossi, sulla cui panchina però rimase Boskov, giunto nella Capitale dopo i trionfi alla guida della Sampdoria.
Il Milan chiuse il girone d'andata conquistando 31 dei 34 punti disponibili, grazie a quattordici vittorie e tre pareggi, migliorando il proprio record di 29 punti del torneo precedente.

#### Girone di ritorno

I festeggiamenti del per la conquista del loro tredicesimo scudetto.

Il dominio dei rossoneri sul torneo si fece sempre maggiore: il 7 marzo acuì i problemi della Fiorentina e allungò a +11 sull'Inter. Solo nelle ultime dieci giornate i rossoneri, anche a causa degli impegni in Champions League e dei persistenti malanni di Van Basten, accusarono un brusco calo di rendimento; il 14 marzo si fecero rimontare dalla Lazio il doppio vantaggio, mentre sette giorni dopo subirono la prima sconfitta dopo 58 gare e quasi due anni d'imbattibilità: fu il Parma a espugnare il Meazza grazie a un calcio di punizione di Asprilla. L'Inter sperò in un riavvicinamento, ma non andò oltre il pareggio nel derby della vigilia di Pasqua e, pur vedendo proseguire la crisi di risultati dei rossoneri, battuti in casa dalla Juventus per 3-1 la domenica successiva, riuscì solamente ad avvicinarsi gradualmente fino al -4.

Giuseppe Signori, alla sua prima stagione con la maglia della, vinse il titolo di capocannoniere con 26 gol.

Il pareggio tra Milan e Brescia della penultima giornata consentì dunque ai rossoneri di festeggiare il loro 13º scudetto. All'Inter andò la piazza d'onore, con conseguente qualificazione in Coppa UEFA, mentre il terzo posto andò a un Parma definitivamente assestatosi ai vertici con la contemporanea vittoria della Coppa delle Coppe a Wembley; seguirono l'altalenante Juventus, la Lazio del giovane capocannoniere Signori e il Cagliari, alla prima qualificazione europea dopo due decenni.
Rimasero tagliate fuori dalla Zona Europa la deludente Sampdoria, un'Atalanta bruscamente calata nel finale e il Torino alle prese con una profonda crisi societaria che costrinse il presidente Borsano, artefice della rinascita granata d'inizio decennio, a vendere il club. In campionato il numero di gol complessivi passò dai 695 della stagione 1991-92 agli 858 di questo torneo: era dall'edizione 1958-59 che non si segnava così tanto in Serie A.
In zona retrocessione, Roma e Napoli si misero al sicuro anzitempo, ma dovettero fare i conti anche loro, a stagione ancora in corso, con problemi finanziari tali da generare storici cambiamenti dirigenziali. Si salvò nuovamente il Foggia, mentre il Genoa strappò i punti vitali solo nelle ultime giornate.
Il crollo verticale della Fiorentina nel girone di ritorno (che comportò il licenziamento anche di Agroppi, sostituito da Chiarugi) non conobbe sosta e, a causa dei confronti diretti sfavorevoli con Brescia e Udinese, la squadra viola retrocesse a sorpresa in Serie B dopo oltre mezzo secolo, al termine di un'ultima giornata vibrante. Ai viola si aggregarono le rondinelle lombarde, sconfitte dai friulani nello spareggio di Bologna, mentre per Ancona e Pescara (cui restò la magra consolazione di uno storico 5-1 inflitto alla penultima giornata alla Juventus) la retrocessione era già stata decretata da tempo.

## Squadre partecipanti

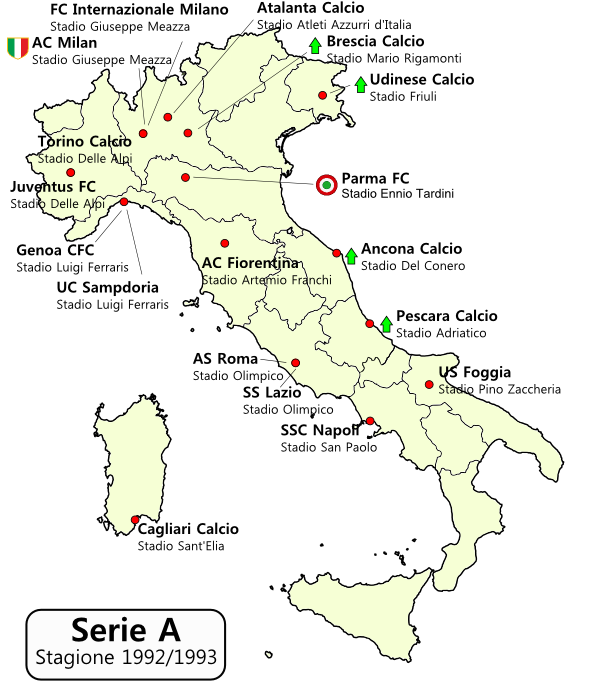
Distribuzione geografica delle squadre della Serie A 1992-1993

| Club       | Stagione | Città    | Stadio                                                                                              | Stagione precedente           |
| ---------- | -------- | -------- | --------------------------------------------------------------------------------------------------- | ----------------------------- |
| Ancona     | dettagli | Ancona   | Stadio Dorico Stadio del Conero (dalla 12ª)                                                         | 3º posto in Serie B, promosso |
| Atalanta   | dettagli | Bergamo  | Stadio Comunale Stadio Renato Dall'Ara, Bologna (solo 33ª)                                          | 10º posto in Serie A          |
| Brescia    | dettagli | Brescia  | Stadio Mario Rigamonti Stadio Dino Manuzzi, Cesena (solo 2ª) Stadio Nereo Rocco, Trieste (solo 32ª) | 1º posto in Serie B, promosso |
| Cagliari   | dettagli | Cagliari | Stadio Sant'Elia                                                                                    | 13º posto in Serie A          |
| Fiorentina | dettagli | Firenze  | Stadio Comunale Stadio Marcantonio Bentegodi, Verona (solo 25ª)                                     | 12º posto in Serie A          |
| Foggia     | dettagli | Foggia   | Stadio Pino Zaccheria                                                                               | 9º posto in Serie A           |
| Genoa      | dettagli | Genova   | Stadio Luigi Ferraris                                                                               | 14º posto in Serie A          |
| Inter      | dettagli | Milano   | Stadio Giuseppe Meazza                                                                              | 8º posto in Serie A           |
| Juventus   | dettagli | Torino   | Stadio delle Alpi                                                                                   | 2º posto in Serie A           |
| Lazio      | dettagli | Roma     | Stadio Olimpico                                                                                     | 11º posto in Serie A          |
| Milan      | dettagli | Milano   | Stadio Giuseppe Meazza                                                                              | 1º posto in Serie A           |
| Napoli     | dettagli | Napoli   | Stadio San Paolo                                                                                    | 4º posto in Serie A           |
| Parma      | dettagli | Parma    | Stadio Ennio Tardini                                                                                | 7º posto in Serie A           |
| Pescara    | dettagli | Pescara  | Stadio Adriatico                                                                                    | 2º posto in Serie B, promosso |
| Roma       | dettagli | Roma     | Stadio Olimpico                                                                                     | 5º posto in Serie A           |
| Sampdoria  | dettagli | Genova   | Stadio Luigi Ferraris                                                                               | 6º posto in Serie A           |
| Torino     | dettagli | Torino   | Stadio delle Alpi                                                                                   | 3º posto in Serie A           |
| Udinese    | dettagli | Udine    | Stadio Friuli                                                                                       | 4º posto in Serie B, promossa |

## Allenatori e primatisti
| Squadra    | Allenatore                                                              | Calciatore più presente                      | Cannoniere                                                                    |
| ---------- | ----------------------------------------------------------------------- | -------------------------------------------- | ----------------------------------------------------------------------------- |
| Ancona     | Vincenzo Guerini                                                        | Massimo Agostini (33)                        | Massimo Agostini (12)                                                         |
| Atalanta   | Marcello Lippi                                                          | Roberto Bordin, Sergio Porrini (33)          | Maurizio Ganz (14)                                                            |
| Brescia    | Adelio Moro e Mircea Lucescu (D.T.)                                     | Ioan Sabău (32)                              | Florin Răducioiu (13)                                                         |
| Cagliari   | Carlo Mazzone                                                           | Mario Ielpo (34)                             | Massimiliano Cappioli, Enzo Francescoli, Luís Oliveira, Vittorio Pusceddu (7) |
| Fiorentina | Luigi Radice (1ª-14ª) Aldo Agroppi (15ª-29ª) Luciano Chiarugi (30ª-34ª) | Francesco Baiano, Gabriel Batistuta (32)     | Gabriel Batistuta (16)                                                        |
| Foggia     | Zdeněk Zeman                                                            | Pasquale De Vincenzo, Francesco Mancini (31) | Pierpaolo Bresciani (6)                                                       |
| Genoa      | Bruno Giorgi (1ª-9ª) Luigi Maifredi (10ª-21ª) Claudio Maselli (22ª-34ª) | Andrea Fortunato (33)                        | Tomáš Skuhravý (10)                                                           |
| Inter      | Osvaldo Bagnoli                                                         | Sergio Battistini (34)                       | Rubén Sosa (20)                                                               |
| Juventus   | Giovanni Trapattoni                                                     | Dino Baggio, Gianluca Vialli (32)            | Roberto Baggio (21)                                                           |
| Lazio      | Dino Zoff                                                               | Diego Fuser (33)                             | Giuseppe Signori (26)                                                         |
| Milan      | Fabio Capello                                                           | Alessandro Costacurta, Paolo Maldini (31)    | Jean-Pierre Papin, Marco van Basten (13)                                      |
| Napoli     | Claudio Ranieri (1ª-9ª) Ottavio Bianchi (10ª-34ª)                       | Gianfranco Zola (33)                         | Daniel Fonseca (16)                                                           |
| Parma      | Nevio Scala                                                             | Lorenzo Minotti, Gabriele Pin (33)           | Alessandro Melli (12)                                                         |
| Pescara    | Giovanni Galeone (1ª-24ª) Vincenzo Zucchini (25ª-34ª)                   | Massimiliano Allegri (31)                    | Massimiliano Allegri (12)                                                     |
| Roma       | Narciso Pezzotti e Vujadin Boškov (D.T.)                                | Valter Bonacina (32)                         | Giuseppe Giannini (9)                                                         |
| Sampdoria  | Sergio Santarini e Sven-Göran Eriksson (D.T.)                           | Attilio Lombardo, Michele Serena (34)        | Roberto Mancini (15)                                                          |
| Torino     | Emiliano Mondonico                                                      | Luca Marchegiani (34)                        | Carlos Alberto Aguilera (12)                                                  |
| Udinese    | Alberto Bigon                                                           | Néstor Sensini (33)                          | Abel Balbo (21)                                                               |

## Classifica finale
|        | Pos. | Squadra    | Pt | G  | V  | N  | P  | GF | GS | DR  |
| ------ | ---- | ---------- | -- | -- | -- | -- | -- | -- | -- | --- |
|        | 1.   | Milan      | 50 | 34 | 18 | 14 | 2  | 65 | 32 | +33 |
|        | 2.   | Inter      | 46 | 34 | 17 | 12 | 5  | 59 | 36 | +23 |
| [ 47 ] | 3.   | Parma      | 41 | 34 | 16 | 9  | 9  | 47 | 34 | +13 |
|        | 4.   | Juventus   | 39 | 34 | 15 | 9  | 10 | 59 | 47 | +12 |
|        | 5.   | Lazio      | 38 | 34 | 13 | 12 | 9  | 65 | 51 | +14 |
|        | 6.   | Cagliari   | 37 | 34 | 14 | 9  | 11 | 45 | 33 | +12 |
|        | 7.   | Sampdoria  | 36 | 34 | 12 | 12 | 10 | 50 | 48 | +2  |
|        | 8.   | Atalanta   | 36 | 34 | 14 | 8  | 12 | 42 | 44 | -2  |
| [ 48 ] | 9.   | Torino     | 35 | 34 | 9  | 17 | 8  | 38 | 38 | 0   |
|        | 10.  | Roma       | 33 | 34 | 8  | 17 | 9  | 42 | 39 | +3  |
|        | 11.  | Napoli     | 32 | 34 | 10 | 12 | 12 | 49 | 50 | -1  |
|        | 12.  | Foggia     | 32 | 34 | 10 | 12 | 12 | 39 | 55 | -16 |
|        | 13.  | Genoa      | 31 | 34 | 7  | 17 | 10 | 41 | 55 | -14 |
|        | 14.  | Udinese    | 30 | 34 | 10 | 10 | 14 | 42 | 48 | -6  |
|        | 15.  | Brescia    | 30 | 34 | 9  | 12 | 13 | 36 | 44 | -8  |
|        | 16.  | Fiorentina | 30 | 34 | 8  | 14 | 12 | 53 | 56 | -3  |
|        | 17.  | Ancona     | 19 | 34 | 6  | 7  | 21 | 39 | 73 | -34 |
|        | 18.  | Pescara    | 17 | 34 | 6  | 5  | 23 | 47 | 75 | -28 |

Legenda:
      Campione d'Italia e qualificato in UEFA Champions League 1993-1994.
      Qualificati in Coppa delle Coppe 1993-1994.
      Qualificati in Coppa UEFA 1993-1994.
      Retrocessi in Serie B 1993-1994.
Regolamento:
Due punti a vittoria, uno a pareggio, zero a sconfitta.
A parità di punti valeva la classifica avulsa, eccetto per l'assegnazione dello scudetto, dei posti salvezza-retrocessione e qualificazione-esclusione dalla Coppa UEFA per i quali era previsto uno spareggio.
Note:
La Fiorentina retrocedette per classifica avulsa sfavorevole: 1. Brescia 5 punti; 2. Udinese 4; 3. Fiorentina 3.
Il Brescia retrocedette dopo spareggio.

### Squadra campione
| Formazione tipo | Giocatori (presenze)       |
| --- | -------------------------- |
| Rossi Costacurta Baresi II Tassotti Maldini Albertini Rijkaard Lentini Donadoni Papin Massaro | Sebastiano Rossi (27)      |
| Rossi Costacurta Baresi II Tassotti Maldini Albertini Rijkaard Lentini Donadoni Papin Massaro | Mauro Tassotti (27)        |
| Rossi Costacurta Baresi II Tassotti Maldini Albertini Rijkaard Lentini Donadoni Papin Massaro | Alessandro Costacurta (31) |
| Rossi Costacurta Baresi II Tassotti Maldini Albertini Rijkaard Lentini Donadoni Papin Massaro | Franco Baresi (II) (29)    |
| Rossi Costacurta Baresi II Tassotti Maldini Albertini Rijkaard Lentini Donadoni Papin Massaro | Paolo Maldini (31)         |
| Rossi Costacurta Baresi II Tassotti Maldini Albertini Rijkaard Lentini Donadoni Papin Massaro | Roberto Donadoni (20)      |
| Rossi Costacurta Baresi II Tassotti Maldini Albertini Rijkaard Lentini Donadoni Papin Massaro | Demetrio Albertini (29)    |
| Rossi Costacurta Baresi II Tassotti Maldini Albertini Rijkaard Lentini Donadoni Papin Massaro | Frank Rijkaard (22)        |
| Rossi Costacurta Baresi II Tassotti Maldini Albertini Rijkaard Lentini Donadoni Papin Massaro | Gianluigi Lentini (30)     |
| Rossi Costacurta Baresi II Tassotti Maldini Albertini Rijkaard Lentini Donadoni Papin Massaro | Jean-Pierre Papin (22)     |
| Rossi Costacurta Baresi II Tassotti Maldini Albertini Rijkaard Lentini Donadoni Papin Massaro | Daniele Massaro (29)       |
| Altri giocatori: Stefano Eranio (21), Alberico Evani (18), Ruud Gullit (15), Marco van Basten (15), Stefano Nava (14), Zvonimir Boban (13), Marco Simone (13), Enzo Gambaro (11), Francesco Antonioli (9), Dejan Savićević (10), Fernando De Napoli (4), Filippo Galli (1), Aldo Serena (1). |                            |

## Risultati

### Tabellone
|            | Anc  | Ata  | Bre  | Cag  | Fio  | Fog  | Gen  | Int  | Juv  | Laz  | Mil  | Nap  | Par  | Pes  | Rom  | Sam  | Tor  | Udi  |
| ---------- | ---- | ---- | ---- | ---- | ---- | ---- | ---- | ---- | ---- | ---- | ---- | ---- | ---- | ---- | ---- | ---- | ---- | ---- |
| Ancona     | –––– | 0-2  | 5-1  | 0-1  | 2-1  | 3-0  | 0-0  | 3-0  | 0-1  | 0-3  | 1-3  | 1-1  | 1-1  | 5-3  | 1-1  | 2-3  | 0-1  | 1-0  |
| Atalanta   | 2-1  | –––– | 1-1  | 2-1  | 2-1  | 2-1  | 1-2  | 1-1  | 2-1  | 2-2  | 1-1  | 3-2  | 2-1  | 2-1  | 3-1  | 1-2  | 0-0  | 2-0  |
| Brescia    | 1-1  | 2-0  | –––– | 0-2  | 1-1  | 4-1  | 2-2  | 1-3  | 2-0  | 2-0  | 0-1  | 2-1  | 0-1  | 1-0  | 0-2  | 3-1  | 0-0  | 2-1  |
| Cagliari   | 3-0  | 2-1  | 3-1  | –––– | 2-1  | 1-1  | 3-0  | 0-0  | 0-0  | 1-1  | 1-1  | 1-0  | 0-1  | 4-0  | 1-0  | 0-2  | 0-0  | 1-1  |
| Fiorentina | 7-1  | 0-1  | 2-2  | 2-1  | –––– | 6-2  | 1-1  | 2-2  | 2-0  | 0-2  | 3-7  | 1-1  | 1-1  | 2-0  | 2-1  | 4-0  | 0-0  | 2-2  |
| Foggia     | 1-0  | 1-0  | 0-0  | 1-1  | 1-0  | –––– | 2-2  | 1-3  | 2-1  | 2-1  | 2-2  | 2-4  | 1-0  | 1-0  | 0-0  | 1-0  | 0-0  | 1-0  |
| Genoa      | 4-4  | 1-0  | 1-1  | 2-3  | 2-2  | 0-0  | –––– | 1-1  | 2-2  | 2-3  | 2-2  | 2-1  | 1-1  | 4-3  | 0-0  | 0-0  | 2-1  | 1-0  |
| Inter      | 3-0  | 1-0  | 2-1  | 3-1  | 2-2  | 1-1  | 4-0  | –––– | 3-1  | 2-0  | 1-1  | 0-0  | 2-1  | 2-0  | 1-1  | 0-0  | 3-0  | 2-2  |
| Juventus   | 5-1  | 4-1  | 0-0  | 2-1  | 3-0  | 4-2  | 1-0  | 0-2  | –––– | 4-1  | 0-1  | 4-3  | 2-2  | 2-1  | 1-1  | 1-1  | 2-1  | 5-1  |
| Lazio      | 5-0  | 3-0  | 2-0  | 1-2  | 2-2  | 1-1  | 1-1  | 3-1  | 1-1  | –––– | 2-2  | 4-3  | 5-2  | 2-1  | 1-1  | 2-1  | 1-2  | 4-0  |
| Milan      | 2-0  | 2-0  | 1-1  | 1-0  | 2-0  | 1-0  | 1-0  | 1-1  | 1-3  | 5-3  | –––– | 2-2  | 0-1  | 4-0  | 0-0  | 4-0  | 0-0  | 1-1  |
| Napoli     | 0-0  | 1-0  | 0-0  | 1-0  | 4-1  | 2-0  | 2-2  | 1-2  | 2-3  | 3-1  | 1-5  | –––– | 1-1  | 2-0  | 2-1  | 1-1  | 1-1  | 3-0  |
| Parma      | 3-0  | 0-0  | 2-0  | 3-1  | 1-1  | 4-0  | 1-0  | 2-0  | 2-1  | 2-1  | 0-2  | 1-1  | –––– | 1-0  | 3-1  | 1-0  | 2-2  | 3-1  |
| Pescara    | 4-3  | 2-0  | 2-0  | 0-1  | 0-2  | 2-4  | 1-2  | 1-4  | 5-1  | 2-3  | 4-5  | 3-0  | 0-2  | –––– | 1-1  | 2-2  | 2-2  | 2-2  |
| Roma       | 2-1  | 2-2  | 2-3  | 1-1  | 1-1  | 3-1  | 3-0  | 4-1  | 2-1  | 0-0  | 0-1  | 1-1  | 1-0  | 0-1  | –––– | 0-0  | 4-5  | 1-1  |
| Sampdoria  | 3-1  | 2-3  | 1-0  | 2-0  | 2-0  | 3-3  | 4-1  | 1-3  | 1-1  | 3-3  | 1-2  | 3-1  | 2-1  | 1-1  | 2-2  | –––– | 0-1  | 2-0  |
| Torino     | 4-1  | 1-1  | 1-0  | 0-5  | 1-1  | 1-1  | 1-1  | 1-2  | 1-2  | 1-1  | 1-1  | 0-1  | 3-0  | 3-1  | 0-0  | 2-2  | –––– | 1-0  |
| Udinese    | 2-0  | 1-2  | 2-2  | 2-1  | 4-0  | 3-2  | 3-0  | 2-1  | 0-0  | 0-0  | 0-0  | 2-0  | 1-0  | 5-2  | 1-2  | 1-2  | 1-0  | –––– |

### Calendario
| andata (1ª) | andata (1ª) | 1ª giornata       | ritorno (18ª) | ritorno (18ª) |
|             |             |                   |               |               |
| 6 set.      | 2-1         | Atalanta-Parma    | 0-0           | 31 gen.       |
| 6 set.      | 0-0         | Cagliari-Juventus | 1-2           | 31 gen.       |
| 6 set.      | 1-1         | Fiorentina-Genoa  | 2-2           | 31 gen.       |
| 6 set.      | 1-0         | Milan-Foggia      | 2-2           | 31 gen.       |
| 6 set.      | 0-0         | Napoli-Brescia    | 1-2           | 31 gen.       |
| 6 set.      | 0-1         | Roma-Pescara      | 1-1           | 31 gen.       |
| 6 set.      | 3-3         | Sampdoria-Lazio   | 1-2           | 31 gen.       |
| 6 set.      | 4-1         | Torino-Ancona     | 1-0           | 31 gen.       |
| 6 set.      | 2-1         | Udinese-Inter     | 2-2           | 31 gen.       |

| andata (2ª) | andata (2ª) | 2ª giornata       | ritorno (19ª) | ritorno (19ª) |
|             |             |                   |               |               |
| 13 set.     | 2-3         | Ancona-Sampdoria  | 1-3           | 7 feb.        |
| 13 set.     | 0-0         | Brescia-Torino    | 0-1           | 7 feb.        |
| 13 set.     | 2-4         | Foggia-Napoli     | 0-2           | 7 feb.        |
| 13 set.     | 0-0         | Genoa-Roma        | 0-3           | 7 feb.        |
| 13 set.     | 3-1         | Inter-Cagliari    | 0-0           | 7 feb.        |
| 13 set.     | 4-1         | Juventus-Atalanta | 1-2           | 7 feb.        |
| 13 set.     | 2-2         | Lazio-Fiorentina  | 2-0           | 7 feb.        |
| 13 set.     | 3-1         | Parma-Udinese     | 0-1           | 7 feb.        |
| 13 set.     | 4-5         | Pescara-Milan     | 0-4           | 7 feb.        |

| andata (1ª) | andata (1ª) | 1ª giornata       | ritorno (18ª) | ritorno (18ª) |
|             |             |                   |               |               |
| 6 set.      | 2-1         | Atalanta-Parma    | 0-0           | 31 gen.       |
| 6 set.      | 0-0         | Cagliari-Juventus | 1-2           | 31 gen.       |
| 6 set.      | 1-1         | Fiorentina-Genoa  | 2-2           | 31 gen.       |
| 6 set.      | 1-0         | Milan-Foggia      | 2-2           | 31 gen.       |
| 6 set.      | 0-0         | Napoli-Brescia    | 1-2           | 31 gen.       |
| 6 set.      | 0-1         | Roma-Pescara      | 1-1           | 31 gen.       |
| 6 set.      | 3-3         | Sampdoria-Lazio   | 1-2           | 31 gen.       |
| 6 set.      | 4-1         | Torino-Ancona     | 1-0           | 31 gen.       |
| 6 set.      | 2-1         | Udinese-Inter     | 2-2           | 31 gen.       |

| andata (2ª) | andata (2ª) | 2ª giornata       | ritorno (19ª) | ritorno (19ª) |
|             |             |                   |               |               |
| 13 set.     | 2-3         | Ancona-Sampdoria  | 1-3           | 7 feb.        |
| 13 set.     | 0-0         | Brescia-Torino    | 0-1           | 7 feb.        |
| 13 set.     | 2-4         | Foggia-Napoli     | 0-2           | 7 feb.        |
| 13 set.     | 0-0         | Genoa-Roma        | 0-3           | 7 feb.        |
| 13 set.     | 3-1         | Inter-Cagliari    | 0-0           | 7 feb.        |
| 13 set.     | 4-1         | Juventus-Atalanta | 1-2           | 7 feb.        |
| 13 set.     | 2-2         | Lazio-Fiorentina  | 2-0           | 7 feb.        |
| 13 set.     | 3-1         | Parma-Udinese     | 0-1           | 7 feb.        |
| 13 set.     | 4-5         | Pescara-Milan     | 0-4           | 7 feb.        |

| andata (3ª) | andata (3ª) | 3ª giornata       | ritorno (20ª) | ritorno (20ª) |
|             |             |                   |               |               |
| 20 set.     | 1-0         | Brescia-Pescara   | 0-2           | 14 feb.       |
| 20 set.     | 1-1         | Cagliari-Lazio    | 2-1           | 14 feb.       |
| 20 set.     | 7-1         | Fiorentina-Ancona | 1-2           | 14 feb.       |
| 20 set.     | 2-2         | Genoa-Juventus    | 0-1           | 14 feb.       |
| 20 set.     | 2-0         | Milan-Atalanta    | 1-1           | 14 feb.       |
| 20 set.     | 1-2         | Napoli-Inter      | 0-0           | 14 feb.       |
| 20 set.     | 3-1         | Roma-Foggia       | 0-0           | 14 feb.       |
| 20 set.     | 3-0         | Torino-Parma      | 2-2           | 14 feb.       |
| 20 set.     | 1-2         | Udinese-Sampdoria | 0-2           | 14 feb.       |

| andata (4ª) | andata (4ª) | 4ª giornata       | ritorno (21ª) | ritorno (21ª) |
|             |             |                   |               |               |
| 27 set.     | 1-1         | Ancona-Napoli     | 0-0           | 28 feb.       |
| 27 set.     | 2-1         | Atalanta-Cagliari | 1-2           | 28 feb.       |
| 27 set.     | 1-0         | Foggia-Udinese    | 2-3           | 28 feb.       |
| 27 set.     | 2-2         | Inter-Fiorentina  | 2-2           | 28 feb.       |
| 27 set.     | 1-1         | Juventus-Roma     | 1-2           | 28 feb.       |
| 27 set.     | 1-1         | Lazio-Genoa       | 3-2           | 28 feb.       |
| 27 set.     | 2-0         | Parma-Brescia     | 1-0           | 28 feb.       |
| 27 set.     | 2-2         | Pescara-Torino    | 1-3           | 28 feb.       |
| 23 dic.     | 1-2         | Sampdoria-Milan   | 0-4           | 28 feb.       |

| andata (3ª) | andata (3ª) | 3ª giornata       | ritorno (20ª) | ritorno (20ª) |
|             |             |                   |               |               |
| 20 set.     | 1-0         | Brescia-Pescara   | 0-2           | 14 feb.       |
| 20 set.     | 1-1         | Cagliari-Lazio    | 2-1           | 14 feb.       |
| 20 set.     | 7-1         | Fiorentina-Ancona | 1-2           | 14 feb.       |
| 20 set.     | 2-2         | Genoa-Juventus    | 0-1           | 14 feb.       |
| 20 set.     | 2-0         | Milan-Atalanta    | 1-1           | 14 feb.       |
| 20 set.     | 1-2         | Napoli-Inter      | 0-0           | 14 feb.       |
| 20 set.     | 3-1         | Roma-Foggia       | 0-0           | 14 feb.       |
| 20 set.     | 3-0         | Torino-Parma      | 2-2           | 14 feb.       |
| 20 set.     | 1-2         | Udinese-Sampdoria | 0-2           | 14 feb.       |

| andata (4ª) | andata (4ª) | 4ª giornata       | ritorno (21ª) | ritorno (21ª) |
|             |             |                   |               |               |
| 27 set.     | 1-1         | Ancona-Napoli     | 0-0           | 28 feb.       |
| 27 set.     | 2-1         | Atalanta-Cagliari | 1-2           | 28 feb.       |
| 27 set.     | 1-0         | Foggia-Udinese    | 2-3           | 28 feb.       |
| 27 set.     | 2-2         | Inter-Fiorentina  | 2-2           | 28 feb.       |
| 27 set.     | 1-1         | Juventus-Roma     | 1-2           | 28 feb.       |
| 27 set.     | 1-1         | Lazio-Genoa       | 3-2           | 28 feb.       |
| 27 set.     | 2-0         | Parma-Brescia     | 1-0           | 28 feb.       |
| 27 set.     | 2-2         | Pescara-Torino    | 1-3           | 28 feb.       |
| 23 dic.     | 1-2         | Sampdoria-Milan   | 0-4           | 28 feb.       |

| andata (5ª) | andata (5ª) | 5ª giornata      | ritorno (22ª) | ritorno (22ª) |
|             |             |                  |               |               |
| 4 ott.      | 4-1         | Brescia-Foggia   | 0-0           | 7 mar.        |
| 4 ott.      | 1-0         | Cagliari-Roma    | 1-1           | 7 mar.        |
| 4 ott.      | 3-7         | Fiorentina-Milan | 0-2           | 7 mar.        |
| 4 ott.      | 4-4         | Genoa-Ancona     | 0-0           | 7 mar.        |
| 4 ott.      | 1-0         | Inter-Atalanta   | 1-1           | 7 mar.        |
| 4 ott.      | 5-2         | Lazio-Parma      | 1-2           | 7 mar.        |
| 4 ott.      | 2-3         | Napoli-Juventus  | 3-4           | 7 mar.        |
| 4 ott.      | 2-2         | Torino-Sampdoria | 1-0           | 7 mar.        |
| 4 ott.      | 5-2         | Udinese-Pescara  | 2-2           | 7 mar.        |

| andata (6ª) | andata (6ª) | 6ª giornata        | ritorno (23ª) | ritorno (23ª) |
|             |             |                    |               |               |
| 18 ott.     | 0-0         | Atalanta-Torino    | 1-1           | 14 mar.       |
| 18 ott.     | 2-2         | Foggia-Genoa       | 0-0           | 14 mar.       |
| 18 ott.     | 0-0         | Juventus-Brescia   | 0-2           | 14 mar.       |
| 18 ott.     | 5-3         | Milan-Lazio        | 2-2           | 14 mar.       |
| 18 ott.     | 3-0         | Parma-Ancona       | 1-1           | 14 mar.       |
| 18 ott.     | 0-2         | Pescara-Fiorentina | 0-2           | 14 mar.       |
| 18 ott.     | 4-1         | Roma-Inter         | 1-1           | 14 mar.       |
| 18 ott.     | 2-0         | Sampdoria-Cagliari | 2-0           | 14 mar.       |
| 18 ott.     | 2-0         | Udinese-Napoli     | 0-3           | 14 mar.       |

| andata (5ª) | andata (5ª) | 5ª giornata      | ritorno (22ª) | ritorno (22ª) |
|             |             |                  |               |               |
| 4 ott.      | 4-1         | Brescia-Foggia   | 0-0           | 7 mar.        |
| 4 ott.      | 1-0         | Cagliari-Roma    | 1-1           | 7 mar.        |
| 4 ott.      | 3-7         | Fiorentina-Milan | 0-2           | 7 mar.        |
| 4 ott.      | 4-4         | Genoa-Ancona     | 0-0           | 7 mar.        |
| 4 ott.      | 1-0         | Inter-Atalanta   | 1-1           | 7 mar.        |
| 4 ott.      | 5-2         | Lazio-Parma      | 1-2           | 7 mar.        |
| 4 ott.      | 2-3         | Napoli-Juventus  | 3-4           | 7 mar.        |
| 4 ott.      | 2-2         | Torino-Sampdoria | 1-0           | 7 mar.        |
| 4 ott.      | 5-2         | Udinese-Pescara  | 2-2           | 7 mar.        |

| andata (6ª) | andata (6ª) | 6ª giornata        | ritorno (23ª) | ritorno (23ª) |
|             |             |                    |               |               |
| 18 ott.     | 0-0         | Atalanta-Torino    | 1-1           | 14 mar.       |
| 18 ott.     | 2-2         | Foggia-Genoa       | 0-0           | 14 mar.       |
| 18 ott.     | 0-0         | Juventus-Brescia   | 0-2           | 14 mar.       |
| 18 ott.     | 5-3         | Milan-Lazio        | 2-2           | 14 mar.       |
| 18 ott.     | 3-0         | Parma-Ancona       | 1-1           | 14 mar.       |
| 18 ott.     | 0-2         | Pescara-Fiorentina | 0-2           | 14 mar.       |
| 18 ott.     | 4-1         | Roma-Inter         | 1-1           | 14 mar.       |
| 18 ott.     | 2-0         | Sampdoria-Cagliari | 2-0           | 14 mar.       |
| 18 ott.     | 2-0         | Udinese-Napoli     | 0-3           | 14 mar.       |

| andata (7ª) | andata (7ª) | 7ª giornata          | ritorno (24ª) | ritorno (24ª) |
|             |             |                      |               |               |
| 25 ott.     | 3-0         | Ancona-Foggia        | 0-1           | 21 mar.       |
| 25 ott.     | 0-2         | Brescia-Cagliari     | 1-3           | 21 mar.       |
| 25 ott.     | 4-0         | Fiorentina-Sampdoria | 0-2           | 21 mar.       |
| 25 ott.     | 4-3         | Genoa-Pescara        | 2-1           | 21 mar.       |
| 25 ott.     | 3-1         | Inter-Juventus       | 2-0           | 21 mar.       |
| 25 ott.     | 3-0         | Lazio-Atalanta       | 2-2           | 21 mar.       |
| 25 ott.     | 2-1         | Napoli-Roma          | 1-1           | 21 mar.       |
| 25 ott.     | 0-2         | Parma-Milan          | 1-0           | 21 mar.       |
| 25 ott.     | 1-0         | Torino-Udinese       | 0-1           | 21 mar.       |

| andata (8ª) | andata (8ª) | 8ª giornata         | ritorno (25ª) | ritorno (25ª) |
|             |             |                     |               |               |
| 1º nov.     | 3-2         | Atalanta-Napoli     | 0-1           | 28 mar.       |
| 1º nov.     | 2-1         | Cagliari-Fiorentina | 1-2           | 28 mar.       |
| 1º nov.     | 1-0         | Foggia-Parma        | 0-4           | 28 mar.       |
| 1º nov.     | 5-1         | Juventus-Ancona     | 1-0           | 28 mar.       |
| 1º nov.     | 0-0         | Milan-Torino        | 1-1           | 28 mar.       |
| 1º nov.     | 1-4         | Pescara-Inter       | 0-2           | 28 mar.       |
| 1º nov.     | 2-3         | Roma-Brescia        | 2-0           | 28 mar.       |
| 1º nov.     | 4-1         | Sampdoria-Genoa     | 0-0           | 28 mar.       |
| 1º nov.     | 0-0         | Udinese-Lazio       | 0-4           | 28 mar.       |

| andata (7ª) | andata (7ª) | 7ª giornata          | ritorno (24ª) | ritorno (24ª) |
|             |             |                      |               |               |
| 25 ott.     | 3-0         | Ancona-Foggia        | 0-1           | 21 mar.       |
| 25 ott.     | 0-2         | Brescia-Cagliari     | 1-3           | 21 mar.       |
| 25 ott.     | 4-0         | Fiorentina-Sampdoria | 0-2           | 21 mar.       |
| 25 ott.     | 4-3         | Genoa-Pescara        | 2-1           | 21 mar.       |
| 25 ott.     | 3-1         | Inter-Juventus       | 2-0           | 21 mar.       |
| 25 ott.     | 3-0         | Lazio-Atalanta       | 2-2           | 21 mar.       |
| 25 ott.     | 2-1         | Napoli-Roma          | 1-1           | 21 mar.       |
| 25 ott.     | 0-2         | Parma-Milan          | 1-0           | 21 mar.       |
| 25 ott.     | 1-0         | Torino-Udinese       | 0-1           | 21 mar.       |

| andata (8ª) | andata (8ª) | 8ª giornata         | ritorno (25ª) | ritorno (25ª) |
|             |             |                     |               |               |
| 1º nov.     | 3-2         | Atalanta-Napoli     | 0-1           | 28 mar.       |
| 1º nov.     | 2-1         | Cagliari-Fiorentina | 1-2           | 28 mar.       |
| 1º nov.     | 1-0         | Foggia-Parma        | 0-4           | 28 mar.       |
| 1º nov.     | 5-1         | Juventus-Ancona     | 1-0           | 28 mar.       |
| 1º nov.     | 0-0         | Milan-Torino        | 1-1           | 28 mar.       |
| 1º nov.     | 1-4         | Pescara-Inter       | 0-2           | 28 mar.       |
| 1º nov.     | 2-3         | Roma-Brescia        | 2-0           | 28 mar.       |
| 1º nov.     | 4-1         | Sampdoria-Genoa     | 0-0           | 28 mar.       |
| 1º nov.     | 0-0         | Udinese-Lazio       | 0-4           | 28 mar.       |

| andata (9ª) | andata (9ª) | 9ª giornata      | ritorno (26ª) | ritorno (26ª) |
|             |             |                  |               |               |
| 8 nov.      | 5-1         | Ancona-Brescia   | 1-1           | 4 apr.        |
| 8 nov.      | 2-1         | Atalanta-Foggia  | 0-1           | 4 apr.        |
| 8 nov.      | 2-1         | Fiorentina-Roma  | 1-1           | 4 apr.        |
| 8 nov.      | 2-3         | Genoa-Cagliari   | 0-3           | 4 apr.        |
| 8 nov.      | 0-0         | Inter-Sampdoria  | 3-1           | 4 apr.        |
| 8 nov.      | 5-1         | Juventus-Udinese | 0-0           | 4 apr.        |
| 8 nov.      | 1-2         | Lazio-Torino     | 1-1           | 4 apr.        |
| 8 nov.      | 1-5         | Napoli-Milan     | 2-2           | 3 apr.        |
| 8 nov.      | 1-0         | Parma-Pescara    | 2-0           | 4 apr.        |

| andata (10ª) | andata (10ª) | 10ª giornata       | ritorno (27ª) | ritorno (27ª) |
|              |              |                    |               |               |
| 22 nov.      | 1-1          | Brescia-Fiorentina | 2-2           | 10 apr.       |
| 22 nov.      | 0-1          | Cagliari-Parma     | 1-3           | 10 apr.       |
| 22 nov.      | 2-1          | Foggia-Lazio       | 1-1           | 10 apr.       |
| 22 nov.      | 1-1          | Milan-Inter        | 1-1           | 10 apr.       |
| 22 nov.      | 2-0          | Pescara-Atalanta   | 1-2           | 10 apr.       |
| 22 nov.      | 2-1          | Roma-Ancona        | 1-1           | 10 apr.       |
| 22 nov.      | 3-1          | Sampdoria-Napoli   | 1-1           | 10 apr.       |
| 22 nov.      | 1-2          | Torino-Juventus    | 1-2           | 10 apr.       |
| 22 nov.      | 3-0          | Udinese-Genoa      | 0-1           | 10 apr.       |

| andata (9ª) | andata (9ª) | 9ª giornata      | ritorno (26ª) | ritorno (26ª) |
|             |             |                  |               |               |
| 8 nov.      | 5-1         | Ancona-Brescia   | 1-1           | 4 apr.        |
| 8 nov.      | 2-1         | Atalanta-Foggia  | 0-1           | 4 apr.        |
| 8 nov.      | 2-1         | Fiorentina-Roma  | 1-1           | 4 apr.        |
| 8 nov.      | 2-3         | Genoa-Cagliari   | 0-3           | 4 apr.        |
| 8 nov.      | 0-0         | Inter-Sampdoria  | 3-1           | 4 apr.        |
| 8 nov.      | 5-1         | Juventus-Udinese | 0-0           | 4 apr.        |
| 8 nov.      | 1-2         | Lazio-Torino     | 1-1           | 4 apr.        |
| 8 nov.      | 1-5         | Napoli-Milan     | 2-2           | 3 apr.        |
| 8 nov.      | 1-0         | Parma-Pescara    | 2-0           | 4 apr.        |

| andata (10ª) | andata (10ª) | 10ª giornata       | ritorno (27ª) | ritorno (27ª) |
|              |              |                    |               |               |
| 22 nov.      | 1-1          | Brescia-Fiorentina | 2-2           | 10 apr.       |
| 22 nov.      | 0-1          | Cagliari-Parma     | 1-3           | 10 apr.       |
| 22 nov.      | 2-1          | Foggia-Lazio       | 1-1           | 10 apr.       |
| 22 nov.      | 1-1          | Milan-Inter        | 1-1           | 10 apr.       |
| 22 nov.      | 2-0          | Pescara-Atalanta   | 1-2           | 10 apr.       |
| 22 nov.      | 2-1          | Roma-Ancona        | 1-1           | 10 apr.       |
| 22 nov.      | 3-1          | Sampdoria-Napoli   | 1-1           | 10 apr.       |
| 22 nov.      | 1-2          | Torino-Juventus    | 1-2           | 10 apr.       |
| 22 nov.      | 3-0          | Udinese-Genoa      | 0-1           | 10 apr.       |

| andata (11ª) | andata (11ª) | 11ª giornata      | ritorno (28ª) | ritorno (28ª) |
|              |              |                   |               |               |
| 29 nov.      | 0-1          | Ancona-Cagliari   | 0-3           | 18 apr.       |
| 29 nov.      | 2-0          | Atalanta-Udinese  | 2-1           | 18 apr.       |
| 29 nov.      | 1-0          | Foggia-Pescara    | 4-2           | 18 apr.       |
| 29 nov.      | 2-1          | Genoa-Torino      | 1-1           | 18 apr.       |
| 29 nov.      | 2-1          | Inter-Brescia     | 3-1           | 18 apr.       |
| 29 nov.      | 0-1          | Juventus-Milan    | 3-1           | 17 apr.       |
| 29 nov.      | 1-1          | Lazio-Roma        | 0-0           | 18 apr.       |
| 29 nov.      | 4-1          | Napoli-Fiorentina | 1-1           | 18 apr.       |
| 29 nov.      | 1-0          | Parma-Sampdoria   | 1-2           | 17 apr.       |

| andata (12ª) | andata (12ª) | 12ª giornata        | ritorno (29ª) | ritorno (29ª) |
|              |              |                     |               |               |
| 6 dic.       | 3-0          | Ancona-Inter        | 0-3           | 25 apr.       |
| 6 dic.       | 2-2          | Brescia-Genoa       | 1-1           | 25 apr.       |
| 6 dic.       | 1-0          | Cagliari-Napoli     | 0-1           | 25 apr.       |
| 6 dic.       | 2-0          | Fiorentina-Juventus | 0-3           | 25 apr.       |
| 6 dic.       | 1-1          | Milan-Udinese       | 0-0           | 25 apr.       |
| 6 dic.       | 2-3          | Pescara-Lazio       | 1-2           | 25 apr.       |
| 6 dic.       | 1-0          | Roma-Parma          | 1-3           | 25 apr.       |
| 6 dic.       | 2-3          | Sampdoria-Atalanta  | 2-1           | 25 apr.       |
| 6 dic.       | 1-1          | Torino-Foggia       | 0-0           | 25 apr.       |

| andata (11ª) | andata (11ª) | 11ª giornata      | ritorno (28ª) | ritorno (28ª) |
|              |              |                   |               |               |
| 29 nov.      | 0-1          | Ancona-Cagliari   | 0-3           | 18 apr.       |
| 29 nov.      | 2-0          | Atalanta-Udinese  | 2-1           | 18 apr.       |
| 29 nov.      | 1-0          | Foggia-Pescara    | 4-2           | 18 apr.       |
| 29 nov.      | 2-1          | Genoa-Torino      | 1-1           | 18 apr.       |
| 29 nov.      | 2-1          | Inter-Brescia     | 3-1           | 18 apr.       |
| 29 nov.      | 0-1          | Juventus-Milan    | 3-1           | 17 apr.       |
| 29 nov.      | 1-1          | Lazio-Roma        | 0-0           | 18 apr.       |
| 29 nov.      | 4-1          | Napoli-Fiorentina | 1-1           | 18 apr.       |
| 29 nov.      | 1-0          | Parma-Sampdoria   | 1-2           | 17 apr.       |

| andata (12ª) | andata (12ª) | 12ª giornata        | ritorno (29ª) | ritorno (29ª) |
|              |              |                     |               |               |
| 6 dic.       | 3-0          | Ancona-Inter        | 0-3           | 25 apr.       |
| 6 dic.       | 2-2          | Brescia-Genoa       | 1-1           | 25 apr.       |
| 6 dic.       | 1-0          | Cagliari-Napoli     | 0-1           | 25 apr.       |
| 6 dic.       | 2-0          | Fiorentina-Juventus | 0-3           | 25 apr.       |
| 6 dic.       | 1-1          | Milan-Udinese       | 0-0           | 25 apr.       |
| 6 dic.       | 2-3          | Pescara-Lazio       | 1-2           | 25 apr.       |
| 6 dic.       | 1-0          | Roma-Parma          | 1-3           | 25 apr.       |
| 6 dic.       | 2-3          | Sampdoria-Atalanta  | 2-1           | 25 apr.       |
| 6 dic.       | 1-1          | Torino-Foggia       | 0-0           | 25 apr.       |

| andata (13ª) | andata (13ª) | 13ª giornata      | ritorno (30ª) | ritorno (30ª) |
|              |              |                   |               |               |
| 13 dic.      | 1-1          | Atalanta-Brescia  | 0-2           | 9 mag.        |
| 13 dic.      | 2-1          | Foggia-Juventus   | 2-4           | 9 mag.        |
| 13 dic.      | 2-1          | Genoa-Napoli      | 2-2           | 9 mag.        |
| 13 dic.      | 3-1          | Lazio-Inter       | 0-2           | 9 mag.        |
| 13 dic.      | 2-0          | Milan-Ancona      | 3-1           | 9 mag.        |
| 13 dic.      | 1-1          | Parma-Fiorentina  | 1-1           | 8 mag.        |
| 13 dic.      | 2-2          | Pescara-Sampdoria | 1-1           | 9 mag.        |
| 13 dic.      | 0-0          | Torino-Roma       | 5-4           | 9 mag.        |
| 13 dic.      | 2-1          | Udinese-Cagliari  | 1-1           | 9 mag.        |

| andata (14ª) | andata (14ª) | 14ª giornata        | ritorno (31ª) | ritorno (31ª) |
|              |              |                     |               |               |
| 3 gen.       | 0-3          | Ancona-Lazio        | 0-5           | 16 mag.       |
| 3 gen.       | 2-1          | Brescia-Udinese     | 2-2           | 16 mag.       |
| 3 gen.       | 0-0          | Cagliari-Torino     | 5-0           | 16 mag.       |
| 3 gen.       | 0-1          | Fiorentina-Atalanta | 1-2           | 16 mag.       |
| 3 gen.       | 4-0          | Inter-Genoa         | 1-1           | 16 mag.       |
| 3 gen.       | 2-2          | Juventus-Parma      | 1-2           | 15 mag.       |
| 3 gen.       | 2-0          | Napoli-Pescara      | 0-3           | 16 mag.       |
| 3 gen.       | 0-1          | Roma-Milan          | 0-0           | 16 mag.       |
| 3 gen.       | 3-3          | Sampdoria-Foggia    | 0-1           | 16 mag.       |

| andata (13ª) | andata (13ª) | 13ª giornata      | ritorno (30ª) | ritorno (30ª) |
|              |              |                   |               |               |
| 13 dic.      | 1-1          | Atalanta-Brescia  | 0-2           | 9 mag.        |
| 13 dic.      | 2-1          | Foggia-Juventus   | 2-4           | 9 mag.        |
| 13 dic.      | 2-1          | Genoa-Napoli      | 2-2           | 9 mag.        |
| 13 dic.      | 3-1          | Lazio-Inter       | 0-2           | 9 mag.        |
| 13 dic.      | 2-0          | Milan-Ancona      | 3-1           | 9 mag.        |
| 13 dic.      | 1-1          | Parma-Fiorentina  | 1-1           | 8 mag.        |
| 13 dic.      | 2-2          | Pescara-Sampdoria | 1-1           | 9 mag.        |
| 13 dic.      | 0-0          | Torino-Roma       | 5-4           | 9 mag.        |
| 13 dic.      | 2-1          | Udinese-Cagliari  | 1-1           | 9 mag.        |

| andata (14ª) | andata (14ª) | 14ª giornata        | ritorno (31ª) | ritorno (31ª) |
|              |              |                     |               |               |
| 3 gen.       | 0-3          | Ancona-Lazio        | 0-5           | 16 mag.       |
| 3 gen.       | 2-1          | Brescia-Udinese     | 2-2           | 16 mag.       |
| 3 gen.       | 0-0          | Cagliari-Torino     | 5-0           | 16 mag.       |
| 3 gen.       | 0-1          | Fiorentina-Atalanta | 1-2           | 16 mag.       |
| 3 gen.       | 4-0          | Inter-Genoa         | 1-1           | 16 mag.       |
| 3 gen.       | 2-2          | Juventus-Parma      | 1-2           | 15 mag.       |
| 3 gen.       | 2-0          | Napoli-Pescara      | 0-3           | 16 mag.       |
| 3 gen.       | 0-1          | Roma-Milan          | 0-0           | 16 mag.       |
| 3 gen.       | 3-3          | Sampdoria-Foggia    | 0-1           | 16 mag.       |

| andata (15ª) | andata (15ª) | 15ª giornata       | ritorno (32ª) | ritorno (32ª) |
|              |              |                    |               |               |
| 10 gen.      | 3-1          | Atalanta-Roma      | 2-2           | 23 mag.       |
| 10 gen.      | 1-3          | Foggia-Inter       | 1-1           | 23 mag.       |
| 10 gen.      | 2-0          | Lazio-Brescia      | 0-2           | 23 mag.       |
| 10 gen.      | 1-0          | Milan-Cagliari     | 1-1           | 21 mag.       |
| 10 gen.      | 1-0          | Parma-Genoa        | 1-1           | 23 mag.       |
| 10 gen.      | 4-3          | Pescara-Ancona     | 3-5           | 23 mag.       |
| 10 gen.      | 1-1          | Sampdoria-Juventus | 1-1           | 23 mag.       |
| 10 gen.      | 0-1          | Torino-Napoli      | 1-1           | 23 mag.       |
| 10 gen.      | 4-0          | Udinese-Fiorentina | 2-2           | 23 mag.       |

| andata (16ª) | andata (16ª) | 16ª giornata      | ritorno (33ª) | ritorno (33ª) |
|              |              |                   |               |               |
| 17 gen.      | 1-0          | Ancona-Udinese    | 0-2           | 30 mag.       |
| 17 gen.      | 0-1          | Brescia-Milan     | 1-1           | 30 mag.       |
| 17 gen.      | 1-1          | Cagliari-Foggia   | 1-1           | 30 mag.       |
| 17 gen.      | 0-0          | Fiorentina-Torino | 1-1           | 30 mag.       |
| 17 gen.      | 1-0          | Genoa-Atalanta    | 2-1           | 30 mag.       |
| 17 gen.      | 2-1          | Inter-Parma       | 0-2           | 30 mag.       |
| 17 gen.      | 2-1          | Juventus-Pescara  | 1-5           | 30 mag.       |
| 17 gen.      | 3-1          | Napoli-Lazio      | 3-4           | 30 mag.       |
| 17 gen.      | 0-0          | Roma-Sampdoria    | 2-2           | 30 mag.       |

| andata (15ª) | andata (15ª) | 15ª giornata       | ritorno (32ª) | ritorno (32ª) |
|              |              |                    |               |               |
| 10 gen.      | 3-1          | Atalanta-Roma      | 2-2           | 23 mag.       |
| 10 gen.      | 1-3          | Foggia-Inter       | 1-1           | 23 mag.       |
| 10 gen.      | 2-0          | Lazio-Brescia      | 0-2           | 23 mag.       |
| 10 gen.      | 1-0          | Milan-Cagliari     | 1-1           | 21 mag.       |
| 10 gen.      | 1-0          | Parma-Genoa        | 1-1           | 23 mag.       |
| 10 gen.      | 4-3          | Pescara-Ancona     | 3-5           | 23 mag.       |
| 10 gen.      | 1-1          | Sampdoria-Juventus | 1-1           | 23 mag.       |
| 10 gen.      | 0-1          | Torino-Napoli      | 1-1           | 23 mag.       |
| 10 gen.      | 4-0          | Udinese-Fiorentina | 2-2           | 23 mag.       |

| andata (16ª) | andata (16ª) | 16ª giornata      | ritorno (33ª) | ritorno (33ª) |
|              |              |                   |               |               |
| 17 gen.      | 1-0          | Ancona-Udinese    | 0-2           | 30 mag.       |
| 17 gen.      | 0-1          | Brescia-Milan     | 1-1           | 30 mag.       |
| 17 gen.      | 1-1          | Cagliari-Foggia   | 1-1           | 30 mag.       |
| 17 gen.      | 0-0          | Fiorentina-Torino | 1-1           | 30 mag.       |
| 17 gen.      | 1-0          | Genoa-Atalanta    | 2-1           | 30 mag.       |
| 17 gen.      | 2-1          | Inter-Parma       | 0-2           | 30 mag.       |
| 17 gen.      | 2-1          | Juventus-Pescara  | 1-5           | 30 mag.       |
| 17 gen.      | 3-1          | Napoli-Lazio      | 3-4           | 30 mag.       |
| 17 gen.      | 0-0          | Roma-Sampdoria    | 2-2           | 30 mag.       |

| \| andata (17ª) \| andata (17ª) \| 17ª giornata \| ritorno (34ª) \| ritorno (34ª) \| \| \| \| \| \| \| \| 24 gen. \| 2-1 \| Atalanta-Ancona \| 2-0 \| 6 giu. \| \| 24 gen. \| 1-0 \| Foggia-Fiorentina \| 2-6 \| 6 giu. \| \| 24 gen. \| 1-1 \| Lazio-Juventus \| 1-4 \| 6 giu. \| \| 24 gen. \| 1-0 \| Milan-Genoa \| 2-2 \| 6 giu. \| \| 24 gen. \| 1-1 \| Parma-Napoli \| 1-1 \| 6 giu. \| \| 24 gen. \| 0-1 \| Pescara-Cagliari \| 0-4 \| 6 giu. \| \| 24 gen. \| 1-0 \| Sampdoria-Brescia \| 1-3 \| 6 giu. \| \| 24 gen. \| 1-2 \| Torino-Inter \| 0-3 \| 6 giu. \| \| 24 gen. \| 1-2 \| Udinese-Roma \| 1-1 \| 6 giu. \| |              |                   |               |               |
| andata (17ª) | andata (17ª) | 17ª giornata      | ritorno (34ª) | ritorno (34ª) |
| |              |                   |               |               |
| 24 gen. | 2-1          | Atalanta-Ancona   | 2-0           | 6 giu.        |
| 24 gen. | 1-0          | Foggia-Fiorentina | 2-6           | 6 giu.        |
| 24 gen. | 1-1          | Lazio-Juventus    | 1-4           | 6 giu.        |
| 24 gen. | 1-0          | Milan-Genoa       | 2-2           | 6 giu.        |
| 24 gen. | 1-1          | Parma-Napoli      | 1-1           | 6 giu.        |
| 24 gen. | 0-1          | Pescara-Cagliari  | 0-4           | 6 giu.        |
| 24 gen. | 1-0          | Sampdoria-Brescia | 1-3           | 6 giu.        |
| 24 gen. | 1-2          | Torino-Inter      | 0-3           | 6 giu.        |
| 24 gen. | 1-2          | Udinese-Roma      | 1-1           | 6 giu.        |

| andata (17ª) | andata (17ª) | 17ª giornata      | ritorno (34ª) | ritorno (34ª) |
|              |              |                   |               |               |
| 24 gen.      | 2-1          | Atalanta-Ancona   | 2-0           | 6 giu.        |
| 24 gen.      | 1-0          | Foggia-Fiorentina | 2-6           | 6 giu.        |
| 24 gen.      | 1-1          | Lazio-Juventus    | 1-4           | 6 giu.        |
| 24 gen.      | 1-0          | Milan-Genoa       | 2-2           | 6 giu.        |
| 24 gen.      | 1-1          | Parma-Napoli      | 1-1           | 6 giu.        |
| 24 gen.      | 0-1          | Pescara-Cagliari  | 0-4           | 6 giu.        |
| 24 gen.      | 1-0          | Sampdoria-Brescia | 1-3           | 6 giu.        |
| 24 gen.      | 1-2          | Torino-Inter      | 0-3           | 6 giu.        |
| 24 gen.      | 1-2          | Udinese-Roma      | 1-1           | 6 giu.        |

## Spareggi

### Spareggio salvezza
|         | Risultati |         | Luogo e data            |
| ------- | --------- | ------- | ----------------------- |
| Udinese | 3-1       | Brescia | Bologna, 12 giugno 1993 |
|         |           |         |                         |

## Statistiche

### Squadre

#### Capoliste solitarie
|    | ——    | —— | —— | —— | —— | —— | —— | —— | ——  | ——  | ——  | ——  | ——  | ——  | ——  | ——  | ——  | ——  | ——  | ——  | ——  | ——  | ——  | ——  | ——  | ——  | ——  | ——  | ——  | ——  | ——  | ——  | ——  | —— |  |
|    | Milan |    |    |    |    |    |    |    |     |     |     |     |     |     |     |     |     |     |     |     |     |     |     |     |     |     |     |     |     |     |     |     |     |    |  |
|    |       |    |    |    |    |    |    |    |     |     |     |     |     |     |     |     |     |     |     |     |     |     |     |     |     |     |     |     |     |     |     |     |     |    |  |
|    |       |    |    |    |    |    |    |    |     |     |     |     |     |     |     |     |     |     |     |     |     |     |     |     |     |     |     |     |     |     |     |     |     |    |  |
| 1ª | 2ª    | 3ª | 4ª | 5ª | 6ª | 7ª | 8ª | 9ª | 10ª | 11ª | 12ª | 13ª | 14ª | 15ª | 16ª | 17ª | 18ª | 19ª | 20ª | 21ª | 22ª | 23ª | 24ª | 25ª | 26ª | 27ª | 28ª | 29ª | 30ª | 31ª | 32ª | 33ª | 34ª |    |  |

#### Classifica in divenire
|            | 1ª | 2ª | 3ª | 4ª | 5ª | 6ª | 7ª | 8ª | 9ª | 10ª | 11ª | 12ª | 13ª | 14ª | 15ª | 16ª | 17ª | 18ª | 19ª | 20ª | 21ª | 22ª | 23ª | 24ª | 25ª | 26ª | 27ª | 28ª | 29ª | 30ª | 31ª | 32ª | 33ª | 34ª |
|            |    |    |    |    |    |    |    |    |    |     |     |     |     |     |     |     |     |     |     |     |     |     |     |     |     |     |     |     |     |     |     |     |     |     |
| ---------- | -- | -- | -- | -- | -- | -- | -- | -- | -- | --- | --- | --- | --- | --- | --- | --- | --- | --- | --- | --- | --- | --- | --- | --- | --- | --- | --- | --- | --- | --- | --- | --- | --- | --- |
| Ancona     | 0  | 0  | 0  | 1  | 2  | 2  | 4  | 4  | 6  | 6   | 6   | 8   | 8   | 8   | 8   | 10  | 10  | 10  | 10  | 12  | 13  | 14  | 15  | 15  | 15  | 16  | 17  | 17  | 17  | 17  | 17  | 19  | 19  | 19  |
| Atalanta   | 2  | 2  | 2  | 4  | 4  | 5  | 5  | 7  | 9  | 9   | 11  | 13  | 14  | 16  | 18  | 18  | 20  | 21  | 23  | 24  | 24  | 25  | 26  | 27  | 27  | 27  | 29  | 31  | 31  | 31  | 33  | 34  | 34  | 36  |
| Brescia    | 1  | 2  | 4  | 4  | 6  | 7  | 7  | 9  | 9  | 10  | 10  | 11  | 12  | 14  | 14  | 14  | 14  | 16  | 16  | 16  | 16  | 17  | 19  | 19  | 19  | 20  | 21  | 21  | 22  | 24  | 25  | 27  | 28  | 30  |
| Cagliari   | 1  | 1  | 2  | 2  | 4  | 4  | 6  | 8  | 10 | 10  | 12  | 14  | 14  | 15  | 15  | 16  | 18  | 18  | 19  | 21  | 23  | 24  | 24  | 26  | 26  | 28  | 28  | 30  | 30  | 31  | 33  | 34  | 35  | 37  |
| Fiorentina | 1  | 2  | 4  | 5  | 5  | 7  | 9  | 9  | 11 | 12  | 12  | 14  | 15  | 15  | 15  | 16  | 16  | 17  | 17  | 17  | 18  | 18  | 20  | 20  | 22  | 23  | 24  | 25  | 25  | 26  | 26  | 27  | 28  | 30  |
| Foggia     | 0  | 0  | 0  | 2  | 2  | 3  | 3  | 5  | 5  | 7   | 9   | 10  | 12  | 13  | 13  | 14  | 16  | 17  | 17  | 18  | 18  | 19  | 20  | 22  | 22  | 24  | 25  | 27  | 28  | 28  | 30  | 31  | 32  | 32  |
| Genoa      | 1  | 2  | 3  | 4  | 5  | 6  | 8  | 8  | 8  | 8   | 10  | 11  | 13  | 13  | 13  | 15  | 15  | 16  | 16  | 16  | 16  | 17  | 18  | 20  | 21  | 21  | 23  | 24  | 25  | 26  | 27  | 28  | 30  | 31  |
| Inter      | 0  | 2  | 4  | 5  | 7  | 7  | 9  | 11 | 12 | 13  | 15  | 15  | 15  | 17  | 19  | 21  | 23  | 24  | 25  | 26  | 27  | 28  | 29  | 31  | 33  | 35  | 36  | 38  | 40  | 42  | 43  | 44  | 44  | 46  |
| Juventus   | 1  | 3  | 4  | 5  | 7  | 8  | 8  | 10 | 12 | 14  | 14  | 14  | 14  | 15  | 16  | 18  | 19  | 21  | 21  | 23  | 23  | 25  | 25  | 25  | 27  | 28  | 30  | 32  | 34  | 36  | 36  | 37  | 37  | 39  |
| Lazio      | 1  | 2  | 3  | 4  | 6  | 6  | 8  | 9  | 9  | 9   | 10  | 12  | 14  | 16  | 18  | 18  | 19  | 21  | 23  | 23  | 25  | 25  | 26  | 27  | 29  | 30  | 31  | 32  | 34  | 34  | 36  | 36  | 38  | 38  |
| Milan      | 2  | 4  | 6  | 8  | 10 | 12 | 14 | 15 | 17 | 18  | 20  | 21  | 23  | 25  | 27  | 29  | 31  | 32  | 34  | 35  | 37  | 39  | 40  | 40  | 41  | 42  | 43  | 43  | 44  | 46  | 47  | 48  | 49  | 50  |
| Napoli     | 1  | 3  | 3  | 4  | 4  | 4  | 6  | 6  | 6  | 6   | 8   | 8   | 8   | 10  | 12  | 14  | 15  | 15  | 17  | 18  | 19  | 19  | 21  | 22  | 24  | 25  | 26  | 27  | 29  | 30  | 30  | 31  | 31  | 32  |
| Parma      | 0  | 2  | 2  | 4  | 4  | 6  | 6  | 6  | 8  | 10  | 12  | 12  | 13  | 14  | 16  | 16  | 17  | 18  | 18  | 19  | 21  | 23  | 24  | 26  | 28  | 30  | 32  | 32  | 34  | 35  | 37  | 38  | 40  | 41  |
| Pescara    | 2  | 2  | 2  | 3  | 3  | 3  | 3  | 3  | 3  | 5   | 5   | 5   | 6   | 6   | 8   | 8   | 8   | 9   | 9   | 11  | 11  | 12  | 12  | 12  | 12  | 12  | 12  | 12  | 12  | 13  | 15  | 15  | 17  | 17  |
| Roma       | 0  | 1  | 3  | 4  | 4  | 6  | 6  | 6  | 6  | 8   | 9   | 11  | 12  | 12  | 12  | 13  | 15  | 16  | 18  | 19  | 21  | 22  | 23  | 24  | 26  | 27  | 28  | 29  | 29  | 29  | 30  | 31  | 32  | 33  |
| Sampdoria  | 1  | 3  | 5  | 5  | 6  | 8  | 8  | 10 | 11 | 13  | 13  | 13  | 14  | 15  | 16  | 17  | 19  | 19  | 21  | 23  | 23  | 23  | 25  | 27  | 28  | 28  | 29  | 31  | 33  | 34  | 34  | 35  | 36  | 36  |
| Torino     | 2  | 3  | 5  | 6  | 7  | 8  | 10 | 11 | 13 | 13  | 13  | 14  | 15  | 16  | 16  | 17  | 17  | 19  | 21  | 22  | 24  | 26  | 27  | 27  | 28  | 29  | 29  | 30  | 31  | 33  | 33  | 34  | 35  | 35  |
| Udinese    | 2  | 2  | 2  | 2  | 4  | 6  | 6  | 7  | 7  | 9   | 9   | 10  | 12  | 12  | 14  | 14  | 14  | 15  | 17  | 17  | 19  | 20  | 20  | 22  | 22  | 23  | 23  | 23  | 24  | 25  | 26  | 27  | 29  | 30  |

#### Classifiche di rendimento

##### Rendimento andata-ritorno
| Andata     | Andata | Ritorno    | Ritorno |
|            |        |            |         |
| Milan      | 31     | Parma      | 24      |
| Inter      | 23     | Inter      | 23      |
| Atalanta   | 20     | Juventus   | 20      |
| Juventus   | 19     | Cagliari   | 19      |
| Lazio      | 19     | Lazio      | 19      |
| Sampdoria  | 19     | Milan      | 19      |
| Cagliari   | 18     | Roma       | 18      |
| Parma      | 17     | Torino     | 18      |
| Torino     | 17     | Napoli     | 17      |
| Fiorentina | 16     | Sampdoria  | 17      |
| Foggia     | 16     | Atalanta   | 16      |
| Genoa      | 15     | Brescia    | 16      |
| Napoli     | 15     | Foggia     | 16      |
| Roma       | 15     | Genoa      | 16      |
| Brescia    | 14     | Udinese    | 16      |
| Udinese    | 14     | Fiorentina | 14      |
| Ancona     | 10     | Ancona     | 9       |
| Pescara    | 8      | Pescara    | 9       |

##### Rendimento casa-trasferta
| In casa    | In casa | In trasferta | In trasferta |
|            |         |              |              |
| Parma      | 28      | Milan        | 26           |
| Inter      | 27      | Inter        | 19           |
| Juventus   | 26      | Torino       | 17           |
| Atalanta   | 25      | Sampdoria    | 15           |
| Foggia     | 24      | Cagliari     | 14           |
| Lazio      | 24      | Lazio        | 14           |
| Milan      | 24      | Roma         | 14           |
| Udinese    | 24      | Juventus     | 13           |
| Cagliari   | 23      | Parma        | 13           |
| Napoli     | 22      | Atalanta     | 11           |
| Fiorentina | 21      | Genoa        | 11           |
| Sampdoria  | 21      | Brescia      | 10           |
| Brescia    | 20      | Napoli       | 10           |
| Genoa      | 20      | Fiorentina   | 9            |
| Roma       | 19      | Foggia       | 8            |
| Torino     | 18      | Udinese      | 6            |
| Ancona     | 16      | Ancona       | 3            |
| Pescara    | 14      | Pescara      | 3            |

#### Primati stagionali
- Maggior numero di vittorie: Milan (18)
- Minor numero di sconfitte: Milan (2)
- Miglior attacco: Lazio e Milan (65 reti fatte)
- Miglior difesa: Milan (32 reti subite)
- Miglior differenza reti: Milan (+33)
- Maggior numero di pareggi: Genoa, Roma e Torino (17)
- Minor numero di pareggi: Pescara (5)
- Minor numero di vittorie: Ancona e Pescara (6)
- Maggior numero di sconfitte: Pescara (23)
- Peggiore attacco: Brescia (36 reti fatte)
- Peggior difesa: Pescara (75 reti subite)
- Peggior differenza reti: Ancona (-34)
- Partita con più reti: Fiorentina-Milan 3-7 (5ª giornata)
- Miglior sequenza di partite utili: Milan (23)
- Massimo numero di reti segnate in una singola giornata: 48 (5ª giornata)

### Individuali

#### Classifica marcatori
Nel corso del campionato furono segnati complessivamente 858 gol (di cui 39 su autorete e 73 su calcio di rigore) da 199 diversi giocatori, per una media di 2,80 gol a partita.
Da segnalare due quadriplette messe a segno da Marco van Basten (in Napoli-Milan 1-5 della 9ª giornata) e da Roberto Baggio (in Juventus-Udinese 5-1 sempre alla 9ª giornata).
 Di seguito, la classifica dei marcatori.
| Gol | Rigori |  | Giocatore               | Squadra    |
| --- | ------ |  | ----------------------- | ---------- |
| 26  | 7      |  | Giuseppe Signori        | Lazio      |
| 21  | 3      |  | Roberto Baggio          | Juventus   |
| 21  | 5      |  | Abel Balbo              | Udinese    |
| 20  | 3      |  | Rubén Sosa              | Inter      |
| 16  |        |  | Gabriel Batistuta       | Fiorentina |
| 16  | 2      |  | Daniel Fonseca          | Napoli     |
| 15  | 5      |  | Roberto Mancini         | Sampdoria  |
| 14  | 1      |  | Maurizio Ganz           | Atalanta   |
| 13  |        |  | Jean-Pierre Papin       | Milan      |
| 13  | 3      |  | Florin Răducioiu        | Brescia    |
| 13  | 2      |  | Marco van Basten        | Milan      |
| 12  | 1      |  | Massimo Agostini        | Ancona     |
| 12  |        |  | Carlos Alberto Aguilera | Torino     |
| 12  | 5      |  | Massimiliano Allegri    | Pescara    |
| 12  |        |  | Alessandro Melli        | Parma      |
| 12  | 1      |  | Gianfranco Zola         | Napoli     |

### Media spettatori
Media spettatori della Serie A 1992-93: 32.607
| Club       | Pos. | Media  |
| ---------- | ---- | ------ |
| Milan      | 1    | 75.830 |
| Napoli     | 2    | 58.599 |
| Roma       | 3    | 50.306 |
| Lazio      | 4    | 49.105 |
| Juventus   | 5    | 45.868 |
| Inter      | 6    | 45.126 |
| Fiorentina | 7    | 34.472 |
| Sampdoria  | 8    | 30.856 |
| Genoa      | 9    | 27.803 |
| Torino     | 10   | 26.914 |
| Parma      | 11   | 23.792 |
| Cagliari   | 12   | 21.773 |
| Udinese    | 13   | 20.228 |
| Atalanta   | 14   | 19.976 |
| Pescara    | 15   | 16.387 |
| Foggia     | 16   | 14.207 |
| Brescia    | 17   | 13.839 |
| Ancona     | 18   | 11.845 |